# Bobr (Bjaresina)
Der Bobr (russisch und belarussisch Бобр) ist ein linker Nebenfluss der Bjaresina in Belarus.
Der Bobr entspringt auf den Höhen von Orscha im Rajon Talatschyn der Wizebskaja Woblasz. Von dort fließt er anfangs in südwestlicher Richtung in die Minskaja Woblasz, später wendet er sich nach Süden und mündet schließlich in die nach Süden strömende Bjaresina, ein rechter Nebenfluss des Dnepr.
Am Flusslauf liegt die gleichnamige Gemeinde Bobr sowie das Rajon-Verwaltungszentrum Krupki.
Größere Nebenflüsse des Bobr sind Natscha von rechts sowie Moscha, Jelenka, Plsa und Assaka von links.
Der Bobr hat eine Länge von 124 km. Er entwässert ein Areal von 2190 km².
Der mittlere Abfluss an der Mündung beträgt 15 m³/s. Bei Hochwasser können Abflüsse von bis zu 540 m³/s auftreten.
Der Fluss wurde zumindest früher zum Flößen genutzt.